# Clément Champoussin
Clément Champoussin (Niza, 29 de mayo de 1998) es un ciclista profesional francés que compite con el equipo XDS Astana Team.

## Trayectoria
En 2017 se unió al Chambéry CF, equipo filial del AG2R La Mondiale. En este último estuvo como stagiaire en 2018 y 2019, año en el que logró sus primeros éxitos al ganar la última etapa y general del Giro del Friuli Venezia Giulia, antes de pasar a profesionales en abril de 2020. En su primera temporada en la élite participó en su primera gran vuelta al tomar la salida en la Vuelta a España. Al año siguiente repitió participación en la carrera y logró imponerse en la 20.ª etapa.
En agosto de 2022, tras una temporada en la que acumuló varios puestos entre los diez primeros en carreras de un día, se anunció su fichaje por el Arkéa Samsic para 2023. En las dos campañas que estuvo en el equipo consiguió ganar una etapa de la Arctic Race de Noruega 2023 y el Giro de Toscana 2024. Se marchó a finales de ese año al Astana Qazaqstan Team.

## Palmarés
2019
- Giro del Friuli Venezia Giulia, más 1 etapa

2021
- 1 etapa de la Vuelta a España

2023
- 1 etapa de la Arctic Race de Noruega

2024
- Giro de Toscana

## Resultados en Grandes Vueltas
| Carrera | Carrera         | 2020 | 2021 | 2022 | 2023 | 2024  | 2025 |
| ------- | --------------- | ---- | ---- | ---- | ---- | ----- | ---- |
|         | Giro de Italia  | —    | Ab.  | —    | —    | —     | —    |
|         | Tour de Francia | —    | —    | —    | 51.º | 101.º | 85.º |
|         | Vuelta a España | 31.º | 16.º | 32.º | —    | —     | —    |

—: no participa
Ab.: abandono

## Equipos
- AG2R La Mondiale (stagiaire) (2018)[1]
- AG2R La Mondiale (stagiaire) (2019)[1]
- AG2R (2020-2022)
  - AG2R La Mondiale (2020)[2]
  - AG2R Citroën Team (2021-2022)
- Arkéa (2023-2024)
  - Arkéa Samsic  (2023)
  - Arkéa-B&B Hotels (2024)
- XDS Astana Team (2025-)